# National Airlines (N7)
National Airlines was tussen 1999 en 2002 een Amerikaanse budgetluchtvaartmaatschappij met als thuisbasis McCarran International Airport in Las Vegas. Het was de derde luchtvaatmaatschappij in Amerika dat de naam "national" mocht voeren. In totaal had National veertien druk bevlogen bestemmingen, met als doel om meer toeristen naar Las Vegas te halen.
Na de aanslagen op 11 september 2001 kreeg National, netzoals vele andere luchtvaartmaatschappijen in die tijd, ernstige financiële problemen. Slechts 41 maanden na de eerste vlucht op 27 mei 1999 ging de laatste vlucht van de inmiddels failliete luchtvaartmaatschappij op 6 november 2002 naar Dallas-Fort Worth International Airport.
In totaal had National in 2002 nog 1,85 miljoen passagiers van en naar McCarran International Airport vervoerd. Daarmee was het de op drie na grootste luchtvaartmaatschappij van McCarran.

## Vloot
De vloot van National Airlines bestond uit negentien Boeing 757-200 vliegtuigen. Een opmerkelijk detail is dat National zowel in de economy class als in de businessclass grotere zitplaatsen aanbood als dat bij andere luchtvaartmaatschappijen destijds gebruikelijk was. Na het faillissement zijn alle vliegtuigen weer verkocht, waarvan acht met een nieuw registratienummer.

## Bestemmingen
Vanuit de hub in Las Vegas had National Airlines lijndienstverbindingen met de volgende luchthavens in de Verenigde Staten: Washington-National, Chicago-Midway, Chicago-O'Hare, Dallas/Fort Worth, Dulles, Los Angeles, Miami, New York-JFK, Newark, Philadelphia, Reno, San Francisco en Seattle/Tacoma.